# Texas A&M University
La Texas A&M University (A&M o TAMU; già The Agricultural and Mechanical College of Texas) con sede a College Station è la quarta più grande università degli Stati Uniti con un campus che si estende per 22 km² che ospita anche la George Bush Presidential Library. 
Ha due sedi didattiche decentrate considerate parti integranti del campus: Texas A&M University at Galveston a Galveston dedicata ai corsi di laurea per la ricerca marina e Texas A&M University at Qatar nella Education City di Doha (in Qatar) dove vengono tenuti corsi di laurea in ingegneria. 
In collaborazione con le agenzie per l'agricoltura dello stato del Texas, ha una presenza diretta in ognuno delle 254 contee del Texas. Nel 2013, con un'offerta didattica di 150 corsi di laurea, ha ospitato oltre 62 185 studenti, di cui 5000 provenienti da 120 paesi diversi.
Si trova nella classifica delle venti istituzioni degli Stati Uniti con i maggiore fondi stanziati per la ricerca e nella classifica mondiale 2013-2014 stilata da QS World University Rankings la Texas A&M University è risultata al 153º posto tra le maggiori università del mondo. 

## Storia

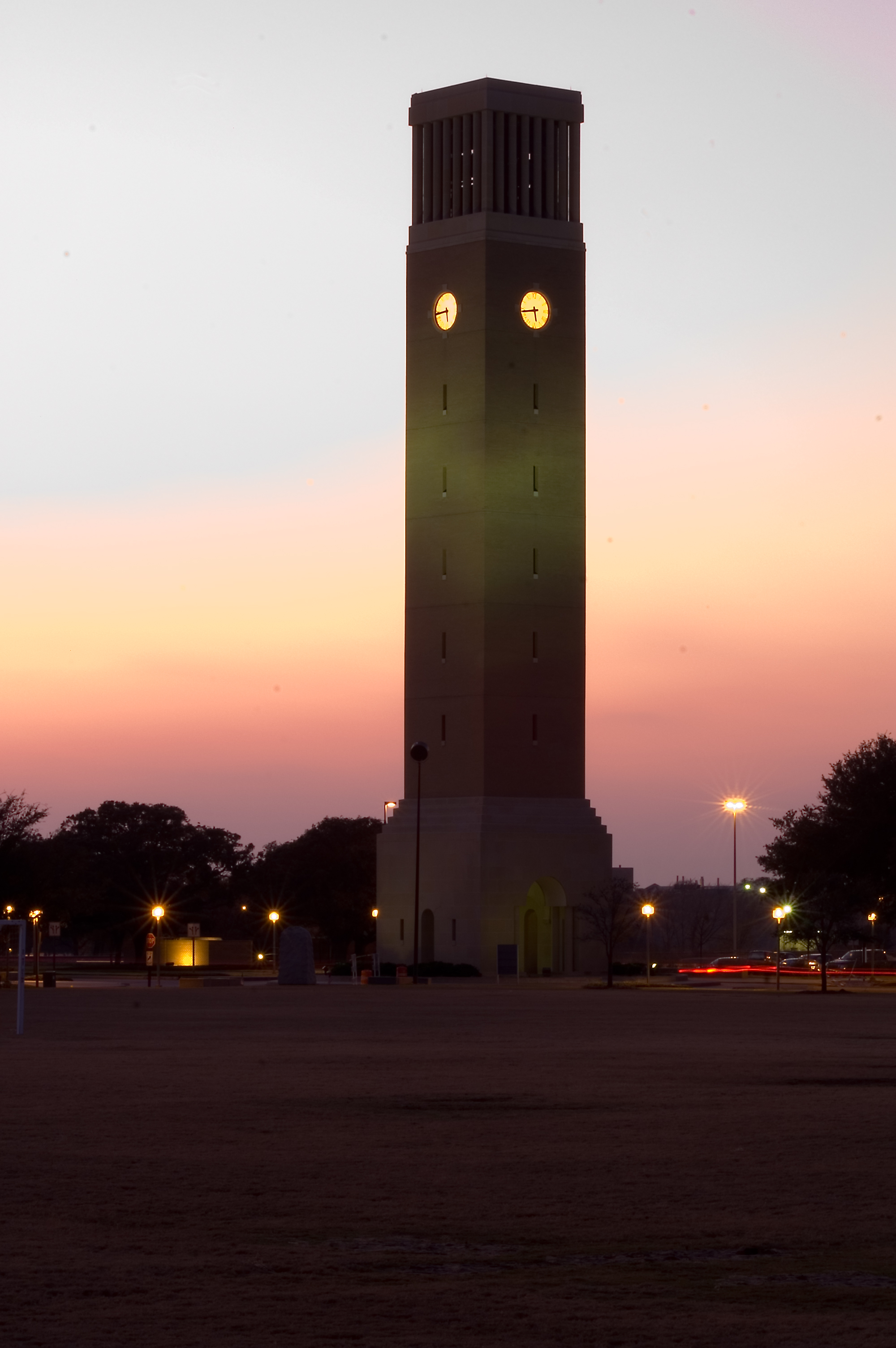
Campanile Albritton.

L'università ha iniziato i suoi Corsi il 4 ottobre 1876, verso la fine della presidenza di Ulysses S. Grant, con una prevalenza in studi classici, in lingue, in letteratura, in matematica applicata e poco più tardi in agricoltura. In origine le lauree, conferite dopo quattro anni, erano in scienza dell'agricoltura, Ingegneria civile, ingegneria mineraria e lingue e letteratura.

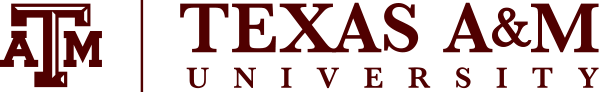
T&M Logotipo

Negli anni sessanta, sotto la guida del rettore James Earl Rudder, l'università ha aperto le porte a tutte le tipologie di studenti indipendentemente dalla provenienza o dal genere. Inoltre è stato abolito l'obbligo di far parte del Corps of Cadets, il corpo dei cadetti militari. Nel 1963, per rimarcare ulteriormente l'ampliamento dell'offerta didattica e l'espansione del ruolo come istituzione accademica aperta a tutti, lo stato del Texas ha cambiato nome all'università portandolo all'attuale Texas A&M University, mantenendo le lettere "A&M" solamente per motivi storici anche se non erano più significative per le specializzazioni in agricoltura o meccanica. Gli studenti presenti e passati e le squadre di atletica dell'università sono invece conosciuti come Aggies.

## Progetti e scambi

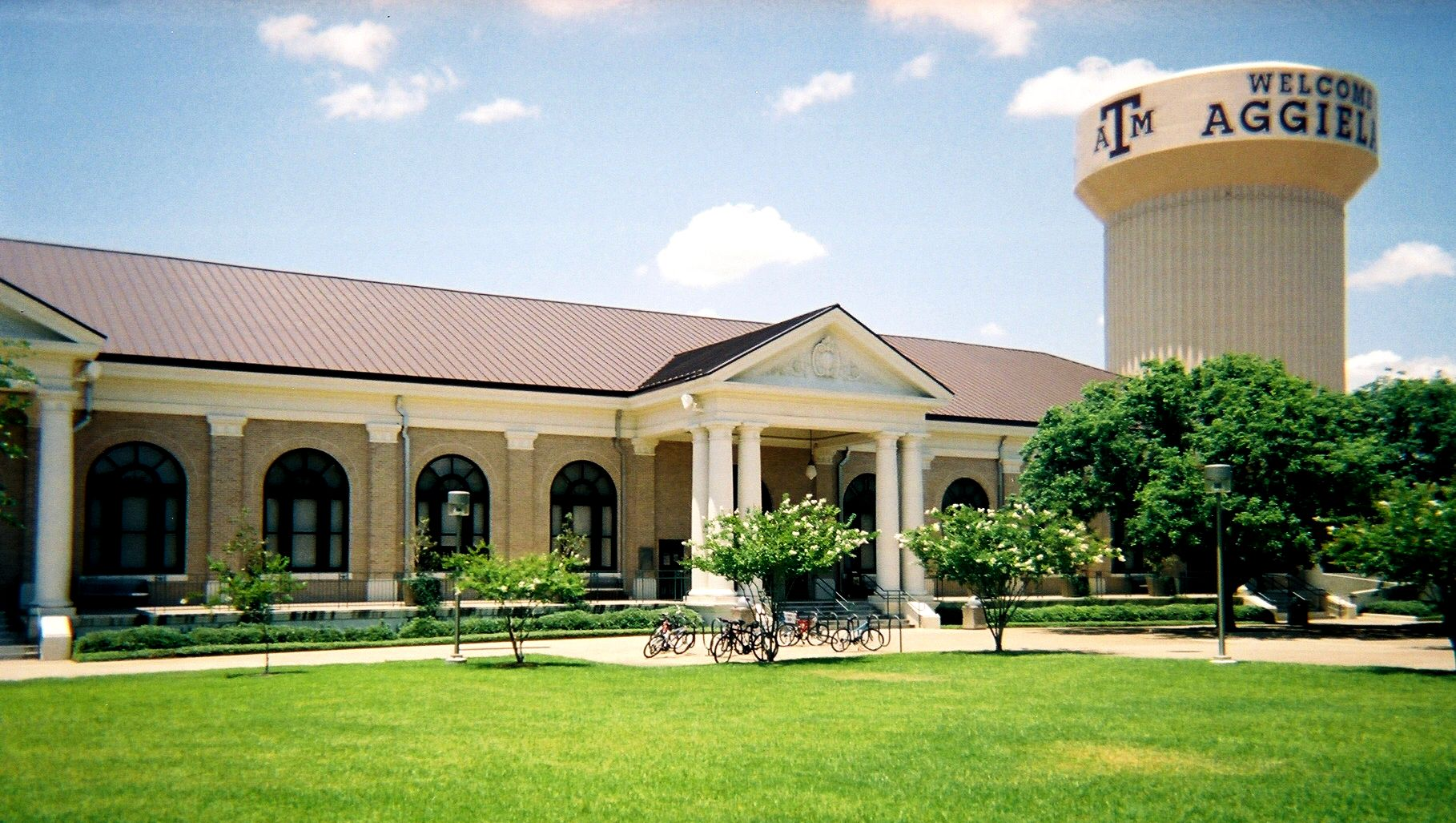
Mensa Sbisa e la Torre dell'acquedotto.

I progetti di ricerca dell'università interessano una vasta gamma di campi di applicazione e generalmente sono in collaborazione con agenzie nazionali statunitensi quali la National Aeronautics and Space Administration (NASA), il National Institutes of Health (Istituto Pubblico di Sanità), la National Science Foundation (Fondazione Nazionale per la Scienza), l'Office of Naval Research (Centro di Ricerca Navale), e l'U.S. Department of Education, oppure con agenzie internazionali come l'Istituto Nazionale di Scienze Naturali della Cina e il CONACyT del Messico (Fondazione Nazionale per la Scienza), con progetti di ricerca nell'ambito della biotecnologia, delle telecomunicazione, dell'energia, e dello sviluppo urbano. I Ricercatori dell'università hanno contribuito in maniera significativa nei campi della clonazione animale, dell'ingegneria del petrolio, e a seguito di una loro scoperta nel 2013, hanno assegnato al vulcano più grande nel mondo (più esteso anche della superficie dell'intera Italia), il nome di Massiccio Tamu, come omaggio all'Alma Mater.
La Texas A&M ha inoltre partecipato a più di 500 progetti di ricerca svolti in oltre 80 diversi paesi. Con accordi formali e scambi di ricerca con 100 istituzioni di 40 paesi, la Texas A&M ha collaborato in progetti scientifici praticamente in ogni continente. Queste attività permettono agli studenti di partecipare ad importanti programmi di scambio internazionale con alcune delle più prestigiose istituzioni accademiche nel mondo.
L'università ha due centri per facilitare gli scambi e la ricerca internazionale: l'European Union Center, che si occupa prevalentemente di indagini sulle politiche pubbliche in contesti europei e il Center for International Business Studies; inoltre ha diversi centri in sedi internazionali per favorire l'esperienze di studio e di ricerca all'estero: un centro multifunzionale a Città del Messico, il Soltis Research and Education Center a San Isidro in Costa Rica e il Santa Chiara Study Abroad Center a Castiglion Fiorentino in Italia.
La Texas A&M ospita il "Las Americas Digital Research Network", un network digitale ovvero un canale di scambio multiculturale e di comunicazione in tempo reale fra ventisei università di dodici paesi prevalentemente dell'America del Sud e dell'America Centrale.